# Ligugé
Ligugé è un comune francese di 3 057 abitanti situato nel dipartimento della Vienne nella regione della Nuova Aquitania.
In questa località San Martino fondò una comunità di monaci e condusse vita monastica.

## Società

### Evoluzione demografica
Abitanti censiti